# Cirokumulus
 Cirokumulusi (cc) so visoki oblaki in jih imenujemo tudi male ovčice. To so majhni ledeni oblački, podobni ovčkam in se sestojijo iz ledenih kristalov. 

## Opis cirokumulusa
Sestavljeni so iz tankih belih kosmov ali peg, kakor da nebo prekriva čipkast vzorec. Razporejeni so v bolj ali manj pravilnih progah ali skupinah. Širina posameznih oblačnih delov ne presega 1 stopinje (kar je približna širina mezinca na iztegnjeni roki). Cirokumulusni oblaki ne povzročajo sence na zemlji.
Cirokumulus in altokumulus sta si včasih zelo podobna; kakorkoli za razliko od altokumulusa se cirokumulus nahaja višje v ozračju. Zato se nam tudi zdi, da so cirokumulusni oblački mnogo manjši in ne dajejo sence.

## Nastanek cirokumulusa
Cirokumulus nastane iz cirusa ali cirostratusa, ko se počasi ogreva iz spodnje strani. Segrevanje povzroči, da se zrak dviguje in spušča znotraj oblaka. Zato cirokumuluse običajno povezujemo s cirusi in cirostratusi.

## Napoved vremena
Ti oblaki nas opozarjajo na zračno valovanje v višjih plasteh ozračja in so prav tako pogosto znanilci poslabšanja vremena. 